# Reino de Romsdal
El reino  de Romsdal es el antiguo nombre de una región histórica del antiguo reino de Noruega. Actualmente forma parte del distrito tradicional de Romsdal, en la provincia de Møre og Romsdal, y está situado entre Nordmøre y Sunnmøre.

## Etimología
La forma original en nórdico antiguo fue Raumsdalr (también Raumsdœlafylki). El primer elemento deriva del genitivo *Raumr, probablemente es el antiguo apelativo para Romsdalsfjord, que a su vez deriva del nombre del río Rauma (hoy Glomma). El significado del nombre Rauma, no obstante, es un misterio. Según el historiador Jordanes, hubo una tribu que bautizó como 'raumii', que podría tener su origen en Romerike (raumariki) y el río Rauma.

## Historia
La Noruega de la era vikinga estuvo dividida en pequeños reinos independientes gobernados por caudillos que gobernaban los territorios, competían por la supremacía en el mar e influencia política, y buscaban alianzas o el control sobre otras familias reales, bien de forma voluntaria o forzadas. Estas circunstancias provocaron periodos turbulentos y vidas heroicas como se recoge en la saga Heimskringla del escaldo islandés Snorri Sturluson en el siglo XIII. 
Según la leyenda, Romsdal es un epónimo del rey Raum el Viejo, hijo de otro rey Nór que también tiene su epónimo como fundador de Noruega. 
La saga de Laxdœla cita que Raumsdal era territorio de Ketil Nariz Chata, descendiente de Ketil Raum, y fue un prominente caudillo vikingo que conquistó las Hébridas y la Isla de Man.